# Ilha do Rato
Ilha do Rato es una película del año 2005.

## Sinopsis
Bitchu es un niño de las casas sobre pilotes, en uno de los barrios más pobres de Bahía. En su trayecto a la escuela, para ayudar a su familia, vende " sueños dulces ", pequeños pasteles locales hechos por su madre. Pero el verdadero sueño de Bitchu es encontrar un modo de alcanzar esa isla de ratas, cuya imagen entró en su sueño la noche anterior.